# هارولد ستانلي
هارولد ستانلي (بالإنجليزية: Harold Stanley)‏ هو رائد أعمال أمريكي، ولد في 2 أكتوبر 1885 في غريت بارينغتون في الولايات المتحدة، وتوفي في 14 مايو 1963 في فيلادلفيا في الولايات المتحدة.